# CFVS-DT
CFVS-DT est une station de télévision québécoise située à Val-d'Or ainsi qu'à Rouyn-Noranda, appartenant à RNC Media et affiliée au réseau Noovo.

## Histoire
Radio-Nord Inc. a obtenu sa licence auprès du CRTC le 11 avril 1986,, CFVS-TV qui devait être diffuser en septembre 1986 entre en ondes 19 janvier 1987 et rediffuse la programmation de TQS en substituant la publicité locale ainsi que les bulletins de nouvelles locales à partir de ses studios de Rouyn-Noranda.
TQS est devenu V le 31 août 2009, et change de nom pour Noovo le 31 août 2020.
Depuis le 26 novembre 2012, la station est supportée via Bell Télé.

### Bulletin régional
Depuis septembre 2012, le bulletin V Magazine n'est plus diffusée à cause des coupures annoncées par Ottawa sur le programme d'aide de financement aux petites entreprises médiatiques des régions éloignées. Il y a que de courtes nouvelles en bref qui y sont présentées par Marie-Lou Ricard-Dion.
Après la fermeture de CKRN-DT (Radio-Canada), les bulletins d'informations sont maintenant diffusés sur CFVS-DT à 17 h du lundi au vendredi depuis le 26 mars 2018.

## Diffusion numérique terrestre et antennes
Le 1er septembre 2011, les stations du marché de Val d'Or et Rouyn-Noranda ont éteint leurs antennes analogiques et commencé à diffuser en mode numérique.